# Yann Mbiene
Yann Mbiene (* 1993 in Kamerun) ist ein deutscher Schauspieler.

## Leben
Seit 2012 lebt der in Kamerun geborene Yann Mbiene in Deutschland und absolvierte zwischen 2017 und 2020 an der Schule für Schauspiel Hamburg eine Schauspielausbildung. Im Film Die Amitié, welcher am 31. August 2023 seine Uraufführung auf dem Festival des deutschen Films hatte und zudem auf den Nordischen Filmtagen Lübeck gezeigt wurde, übernahm er unter der Regie von Peter Ott und Ute Holl die Hauptrolle Diedonné. Zudem verkörperte er in dem Weihnachtsfilm Weihnachtspäckchen ... haben alle zu tragen vom Stefan Bühling die Hauptrolle Adika Okafor.
Neben seiner schauspielerischen Tätigkeit in Filmen ist er auch auf der Theaterbühne zu sehen. Während seiner Schauspielausbildung wirkte er bei Theateraufführungen des Thalia Theater in Hamburg und der Studienbühne SfSH mit. Nach seiner Ausbildung hatte er Gastauftritte im Ernst-Deutsch-Theater und auf der Bühne für Menschenrechte.